# Hulk et les Agents du S.M.A.S.H.
Avengers Rassemblement Les Gardiens de la Galaxie
Hulk et les Agents du S.M.A.S.H. (Marvel's Hulk and the Agents of S.M.A.S.H.) est une série télévisée d'animation américaine en 52 épisodes de 22 minutes produite par Marvel Animation. Elle est diffusée entre le 11 août 2013 et le 28 juin 2015 sur la chaine Disney XD. La série s'inscrit dans le même univers que Avengers Rassemblement et Ultimate Spider-Man.

## Synopsis
Hulk est chargé de régler des catastrophes et conflits contre lesquelles Spider-Man, les X-Men et les Vengeurs ne suffisent pas. Le géant vert est ici aidé par les agents du S.M.A.S.H. (pour « Supreme Military Agency of Super Humans ») : Miss Hulk, Hulk rouge, Rick Jones alias A-Bomb et enfin Skaar.

## Distribution

### Voix originales

#### Personnages principaux
- Fred Tatasciore : Hulk
- Clancy Brown : Thunderbolt Ross / Hulk rouge
- Eliza Dushku : Miss Hulk
- Ben Diskin : Skaar
- Seth Green : Rick Jones / A-Bomb

### Voix françaises
- Claudio Dos Santos : Hulk
- Nicolas Matthys : Hulk rouge
- Olivier Prémel : A-Bomb/Rick
- Cathy Boquet : Miss Hulk
- David Manet : Skaar
- Robert Guilmard : Annihilus
- Steve Driesen : le Leader
- Jean-Michel Vovk : Abomination
- Bruno Bulté : Crusher Creel / L’Homme Absorbant
- Franck Dacquin : Sauron

- Version française
  - Société de doublage : Dubbing Brothers
  - Direction artistique : Bruno Mullenaerts
  - Adaptation des dialogues : Caroline Vandjour

## Épisodes

### Saison 1 (2013-2014)
1. Portail vers la destruction [1/2] (Doorway to Destruction (part 1))
2. Portail vers la destruction [2/2] (Doorway to Destruction (part 2))
3. Les Hulkbusters (Hulk-Busted)
4. Le Collectionneur (The Collector)
5. Un ego démesuré (All About the Ego)
6. Entraînement catastrophe (Savage Land)
7. L'Anniversaire d'A-bomb (The Incredible Shrinking Hulks)
8. Querelles de géants (Hulks on Ice)
9. Des taupes et des hommes (Of Moles and Men)
10. La Neige des Wendigos (Wendigo Apocalypse)
11. L'Homme qui murmurait à l'oreille de Skaar (The Skaar Whisperer)
12. Au cœur de la zone negative (Into the Negative Zone)
13. Un grand et fidèle compagnon (Red Rover)
14. Gamma Venom (The Venom Within)
15. Le Choix de Galactus (Galactus Goes Green)
16. La Vengeance du Jump Jet (The Trouble with Machines)
17. L'Abomination (Abomination)
18. Le Héros impossible (Mission Impossible Man)
19. La Bataille d'Asgard (For Asgard)
20. La Dimension noire (Stranger in a Strange Land)
21. Cyborg contre Super Skrull (Deathlok)
22. Les Inhumains (Inhuman Nature)
23. L'Île des monstres (The Hunted)
24. La Reconnaissance [1/2] (Monsters No More (part 1))
25. La Planète du leader [2/2] (Planet Leader (part 2))
26. Joyeux Noël, Hulk (It's a Wonderful Smash)

### Saison 2 (2014-2015)
1. Planète Hulk [1/2] (Planet Hulk (Part 1))
2. Planète Hulk [2/2] (Planet Hulk (Part 2))
3. Hulk et les commandos hurlants (Hulking Commandos)
4. La peur aux mille visages (Fear Itself)
5. Les agents du SMASH et les gardiens de la galaxie (Guardians of the Galaxy)
6. Le choc de l'avenir (Future Shock)
7. Un alien à bord (A Druff is Enough)
8. Retour sur terre (Homecoming)
9. Spider-Man au secours de Super-Devil (Spidey, I Blew up the Dinosaur)
10. Le défi de Xemnu (The Strongest One There Is)
11. Aucun Hulk n'est parfait (The Dopplesmashers)
12. Prisonniers modèles (The Big Green Mile)
13. Pris au piège (The Green Room)
14. Les chasseurs de primes (The Defiant Hulks)
15. Hulk puissance deux (The Maestro Enter)
16. Quand les Hulk rencontrent Hercule (The Tale of Hercules)
17. Jour de la bannière (Banner Day)
18. Les roues de la Fureur (Wheels of Fury)
19. Hulk et la ceinture à voyager dans le temps : Le Règne des dinosaures [1/5] (Days of Future Smash: The Dino Era (Part 1))
20. Hulk et la ceinture à voyager dans le temps : Voyage à Asgard [2/5] (Days of Future Smash: Smashguard (Part 2))
21. Hulk et la ceinture à voyager dans le temps : Dracula [3/5] (Days of Future Smash: Dracula (Part 3))
22. Hulk et la ceinture à voyager dans le temps : Les Années Hydra [4/5] (Days of Future Smash: Year of the Hydra (Part 4))
23. Hulk et la ceinture à voyager dans le temps : La Nouvelle Génération [5/5] (Days of Future Smash: The Tomorrow Smashers (Part 5))
24. Esprit de vengeance (Spirit of Vengeance)
25. Planète Monstre [1/2] (Planet Monster (Part 1))
26. Planète Monstre [2/2] (Planet Monster (Part 2))

## Diffusion en France
En France, la série est diffusée pour la première fois en 2013 sur Disney XD. Elle est à présent disponible sur Disney+ en intégralité depuis la lancement de la plateforme en 2019.